# ТЕС Сан-Куїрико
ТЕС Сан-Куїрико — теплова електростанція на півночі Італії у регіоні Емілія-Романья, провінція Парма. Споруджена з використанням технології комбінованого парогазового циклу.
Введена в експлуатацію у 2005 році, станція має один енергоблок номінальною потужністю 125 МВт. У ньому встановлена одна газова турбіна потужністю 93 МВт, яка через котел-утилізатор живить одну парову турбіну з показником 40 МВт. Окрім виробництва електроенергії станція постачає пару для цукрового заводу Eridania Sadam та дріжджової фабрики Lesaffre (до 90 тонн на годину).
Як паливо ТЕС використовує природний газ.
Для видалення продуктів згоряння із котла-утилізатора споруджений димар висотою 35 метрів
Зв'язок з енергомережею відбувається по ЛЕП, розрахованій на роботу із напругою 130 кВ.